# Шевченко Євгеній Володимирович
Євге́ній Володи́мирович Шевче́нко (нар. 4 травня 1972, Мелітополь, Запорізька область, Українська РСР) — український проросійський політик, Народний депутат України IX скликання, колишній член фракції «Слуга народу». Член Комітету ВРУ з питань економічного розвитку, голова підкомітету з питань промислової політики.

## Життєпис
Закінчив Інститут права ім. Сташиса Класичного приватного університету, здобув диплом юриста-правознавця.
Проходив військову службу в Прилуках Чернігівській області, працював електриком у колгоспі. Обіймав керівні посади в компаніях «Eurocape New Energy», «ECE Projektmanagement GMBH», «Агросталь», «Цветмет» та інших підприємствах.
У грудні 2021 року заявив, що СБУ порушило проти нього кримінальну справу. У СБУ повідомили, що це повноваження прокуратури, і СБУ не порушувала жодних справ.

## Політична діяльність
2012 — на виборах до Верховної Ради був кандидатом у народні депутати як самовисуванець (виборчий округ № 75, Заводський і Ленінський райони Запоріжжя). На час виборів — генеральний директор ТОВ «Агросталь», безпартійний.
2014 — на виборах до Верховної Ради — кандидат у народні депутати від партії «Воля» (виборчий округ № 210, Прилуки, Бобровицький, Козелецький, Прилуцький райони). На час виборів — генеральний директор ТОВ «Агросталь», безпартійний.
2019 — під час президентських виборів був довіреною особою кандидата Зеленського. 
Народний депутат України IX скл. від партії «Слуга народу» (в.о. № 76, Вознесенівський і Хортицький райони Запоріжжя). З 2022 року приєднався до депутатської групи «Відновлення України». Керівник групи з міжпарламентських зв'язків із Казахстаном.

## Скандали та проросійська діяльність
Відомий проросійською позицією ще перед повномасштабним російським вторгненням, негативним ставленням до Революції гідності. 
Неодноразово брав участь у етерах на російських пропагандистських телеканалах. Висловлював симпатії до проросійського пропагандиста Анатолія Шарія (неодноразово публікував відео, де Шарій висміював патріотичні акції), Миколи Азарова та проросійського телеканалу «НАШ». Був негативно налаштованим щодо Джорджа Сороса, Дмитра Кулеби та українського правопису зразка 2019 року.
9 квітня 2020 року Шевченко пообіцяв внести до ВРУ постанову про визнання політики Уляни Супрун геноцидом українського народу. У жовтні Шевченко назвав критиків Конституційного суду «адептами» Держдепартаменту США та Джорджа Сороса (бізнесмена, фінансового спекулянта, мецената і філантропа).
У листопаді 2021 року Шевченко висловив бажання поїхати до Донецька, де, за його словами, «наші люди стріляють один в одного».

### Підтримка Лукашенка
17 серпня 2020 року Шевченко закликав білорусів «пробачити» Лукашенкові його «гріхи та злочини».
20 квітня 2021 року поїхав на зустріч із білоруським диктатором Лукашенком. Згодом заступник глави фракції Слуга народу Олександр Корнієнко заявив, що поїздка була особистою ініціативою Шевченка, а представники партії вимагатимуть пояснень. У Мінську Шевченко заявляв, що третина українців хотіли б бачити своїм президентом Лукашенка.
23 травня 2021 року, коли у Білорусі примусово посадили літак «Ryanair» і затримали опозиціонера Рамана Протасевича, Шевченко підтримав Лукашенка. 24 травня фракція «Слуга народу» виключила Шевченка зі свого складу.

### Після повномасштабного вторгнення
Навесні 2022 року, на початку повномасштабного вторгнення РФ до України, за інформацією начальника ГУР МО України, Кирила Буданова, Шевченко допомагав ГУР налагоджував комунікацію з білоруським диктатором Лукашенком для недопущення втягування Білорусі у війну.
У жовтні 2023 року Шевченко відмовився підтримати заборону УПЦ МП, а в листопаді взяв участь у зборі підписів до спікера Верховної ради Руслана Стефанчука щодо необхідності направити законопроєкт «про заборону УПЦ МП» до Венеційської комісії, аби зірвати його просування.
У лютому 2024 року Шевченко закликав повернути Києво-Печерську лавру у користування УПЦ МП. Після російського ракетного обстрілу 8 липня 2024 року Шевченко поширював наративи російської пропаганди, закликаючи до миру з росіянами.

## Розслідування

### Звинувачення у державній зраді
У листопаді 2021 року СБУ проводила обшуки у Шевченка, шукаючи російські контрабандні товари військового призначення, його на той час вважали людиною, що співпрацює з ГУР МО України, натомість, у ГУР заявили, що він не є їхнім співробітником.
14 листопада 2024 року Шевченку було оголошено про підозру у державній зраді згідно з ч. 1 ст. 111 КК України.
15 листопада суд заарештувава Шевченка на 60 діб, до 11 січня 2025 року. 7 січня 2025 року суд продовжив запобіжний захід до 7 березня. У червні 2025 року арешт продовжили на 60 днів.

### Звинувачення у вимаганні хабарів
У липні 2025 року СБУ, Офіс генпрокурора та ДБР виявили, що Шевченко вимагав гроші у неназваної української компанії, що купувала мінеральні добрива в Білорусі. Заявляючи про зв’язки у Білорусі, Шевченко створював перешкоди на доставку товару з Білорусі, вимагаючи 14 млн грн за вирішення питання. Шевченко отримав грошіна рахунок компанії свого сина. Також Шевченко міг отримувати регулярні платежі за "білоруські квоти" на поставку добрив іншим українським компаніям.